# 가랑스 마릴리에
가랑스 마릴리에(Garance Marillier, 1998년 2월 11일 ~ )는 프랑스의 배우이다. 2016년 영화 《로우》의 주인공을 맡아 이름을 알렸다.

## 출연 작품
- 로우
- 티탄